# Instituto Nacional del Patrimonio
El Instituto Nacional de Patrimonio (en rumano: Institutul Național al Patrimoniului, INP) es una institución gubernamental de Rumanía establecida en 2009 mediante la fusión de la Oficina Nacional de Monumentos Históricos con el Instituto Nacional de Monumentos Históricos. En 2011, el Instituto de Memoria Cultural (CIMEC) fue absorbido por el INP.

## Atribuciones
El Instituto Nacional del Patrimonio tiene las siguientes atribuciones principales:
- Gestiona los fondos destinados a la investigación, peritaje y ejecución de las obras de consolidación, restauración y puesta en valor de monumentos históricos, a través del Programa Nacional de Restauración de Monumentos Históricos, financiado con cargo al presupuesto estatal.
- Administra, en nombre del Ministerio de Cultura, los monumentos históricos ingresados a la propiedad estatal por cualquier motivo, distinto de los administrados por otras instituciones públicas.
- Gestiona, mediante la concesión de créditos, los importes procedentes de la aplicación del sello de monumentos históricos, así como de otras fuentes con el mismo destino.
- Elabora, según la estrategia del Ministerio de Cultura, y somete a aprobación el Programa Nacional de Restauración de Monumentos Históricos y asegura la adjudicación de contratos para el diseño y ejecución de la restauración, conservación, protección y puesta en valor de los objetivos en él contenidos.
- Verifica y propone para aprobación, de acuerdo con la ley, la documentación técnico-económica de las obras contratadas.
- Proporciona asistencia técnica especializada al Ministerio de Cultura en el ámbito de la organización de la actividad de protección de monumentos históricos.
- Propone al Ministerio de Cultura la iniciación de actos normativos en el ámbito de la protección de monumentos históricos.
- Vela por la sustentación científica de las decisiones y opiniones de la Comisión Nacional de Monumentos Históricos sobre la clasificación y evidencia de los monumentos históricos, las intervenciones en ellos, así como en sus áreas de protección.
- Elabora los archivos de los monumentos históricos que se propone incluir en la Lista del Patrimonio Mundial.
- Elabora y actualiza periódicamente la Lista de monumentos históricos (LMI) de Rumania.
- Gestiona el fondo documental de monumentos históricos. Este fondo incluye: el archivo, la fototeca, el fondo cartográfico y la biblioteca, que son propiedad pública del estado rumano.
- Gestiona el Registro de especialistas, peritos y verificadores técnicos, así como los procedimientos de atestación y registro en el mismo, de acuerdo con la metodología aprobada por orden del Ministerio de Cultura y Patrimonio Nacional.
- Puede iniciar el procedimiento de clasificación de inmuebles y bienes inmuebles en peligro y puede preparar los expedientes de clasificación de acuerdo con las normas metodológicas para la clasificación e inventario de monumentos históricos, aprobadas por orden del Ministerio de Cultura y Patrimonio Nacional.
- Desarrolla y destaca, en interés público, bases de datos nacionales para el patrimonio arqueológico, el patrimonio cultural móvil, el patrimonio cultural inmaterial y los recursos de información asociados. Entre ellos figuran: la base de datos nacional del inventario del patrimonio cultural nacional móvil y el patrimonio clasificado, la base de datos nacional del Repertorio Arqueológico Nacional (RAN) y el sistema de información geográfica de la misma, la base de datos nacional de arquitectura popular en museos al aire libre, el Registro de Bienes culturales destruidos, desaparecidos, robados o exportados ilegalmente, el Catálogo Colectivo Nacional del Libro Antiguo, la base de datos del patrimonio inmaterial, la base de datos de especialistas y expertos en el campo del patrimonio cultural móvil, el Registro de Arqueólogos, la base de datos de museos y colecciones y otros.
- Cumple la función de agregador nacional en el proceso de implementación del Programa Nacional para la digitalización de los recursos culturales nacionales y la creación de la Biblioteca Digital de Rumania -miembro de la Biblioteca Digital Europea (Europeana.eu)-, asegurando la relación entre proveedores de contenido, instituciones públicas u otras organizaciones de servicios culturales y técnicos que gestionan el programa a nivel comunitario.
- Brinda asistencia técnica y especializada a instituciones culturales, mantiene el programa DOCPAT para la documentación del patrimonio cultural, así como otros sistemas y aplicaciones informáticos utilizados por los operadores culturales.
- Mantiene y desarrolla el sitio web del patrimonio cultural rumano E-patrimoniu.ro y el portal nacional Culturalia.ro.
- Edita la Revista de Monumentos Históricos y el Boletín de Monumentos Históricos, así como otras publicaciones especializadas.